# Mémorial de Pozières
Pour un article plus général, voir Sites funéraires et mémoriels de la Première Guerre mondiale (Front Ouest).
Le Mémorial de Pozières (en anglais, Pozières Memorial), également surnommé cimetière militaire des Colonnes, situé sur le territoire de la commune d'Ovillers-la-Boisselle, dans le département de la Somme, est un mémorial et un cimetière militaire de la Première Guerre mondiale.

## Localisation
Le mémorial et le cimetière ont été érigés en bordure de la route départementale 929, entre La Boisselle et Pozières. Ce lieu en 1916 était appelé « Tramway Crossing » ou « Red Cross Corner » par les soldats britanniques.

## Historique
Le mémorial de Pozières a été érigé à la mémoire de plus de 14 000 victimes britannique et 300 sud-africaines disparues sur le champ de bataille entre le 21 mars et le 7 août 1918 et qui n'ont pas de tombe identifiée.
Le mémorial a été construit selon les dessins de l'architecte William Harrison Cowlishaw, avec la participation, pour les sculptures, de Laurence A. Turner (en). Il a été inauguré le 4 août 1930 par le général Horace Smith-Dorrien, qui commandait la 2e armée britannique durant la guerre.
Le 3 mars 2016, François Hollande, président de la République et David Cameron, Premier ministre du Royaume-Uni se sont rendus en visite officielle dans le cimetière des Colonnes pour une cérémonie commémorative du centenaire de la bataille de la Somme.
Le 23 juillet 2016, une ré-inhumation de trois soldats australiens s'est déroulée dans ce cimetière, en présence de Dan Tehan, ministre australien des anciens combattants, de l'ambassadeur d'Australie en France et d'Odile Bureau, sous-préfète de Péronne.
Le mémorial de Pozières est protégé en totalité au titre des monuments historiques : inscription par arrêté du 27 octobre 2016.

## Le Mémorial
Le mémorial est dédié aux morts des IVe et Ve armées britanniques. Il constitué d'un mur orné d'un péristyle sur trois des côtés du cimetière, et incorporant une croix du Sacrifice. Les noms de 14 649 soldats morts sans sépultures sont gravés sur les murs, rangés par régiment ou unité. Parmi eux figurent 14 328 Britanniques et 321 Sud-Africains qui ont été tués entre le 21 mars et le 7 août 1918, pendant la bataille du Kaiser, la dernière grande offensive allemande vers l'ouest qui avait enfoncé le front allié et provoqué le recul de la 5e armée britannique jusqu'à la bataille de Villers-Bretonneux.
Le quatrième côté, donnant sur la route, est constitué d'une arcade ouverte, avec en son centre une arche fermée par une grille majestueuse en fer forgé qui en permet l'entrée.

## Le cimetière
Le mémorial entoure le cimetière britannique de Pozières, ce qui, en raison de son architecture, lui vaut d'être également appelé « cimetières des Colonnes ». Il rassemble les corps de 2 756 soldats dont, 1 Allemand, 708 Australiens, 1 828 Britanniques et 219 Canadiens. 1 374 dépouilles sont non identifiées.
Les corps inhumés dans le cimetière sont ceux de soldats tombés, pour la plupart, au cours de l'automne 1916 (Bataille de Pozières) et en août 1918 (Offensive des Cent-Jours). Après le 11 novembre 1918, on a rassemblé dans cette nécropole des tombes provenant des champs de bataille des environs. On a déplacé, par contre, les tombes de 57 soldats allemands inhumés là  avant la contre-offensive alliée du mois d'août 1918, qui allait permettre la reprise du village. Un soldat allemand est cependant resté inhumé dans ce lieu.

### Galerie

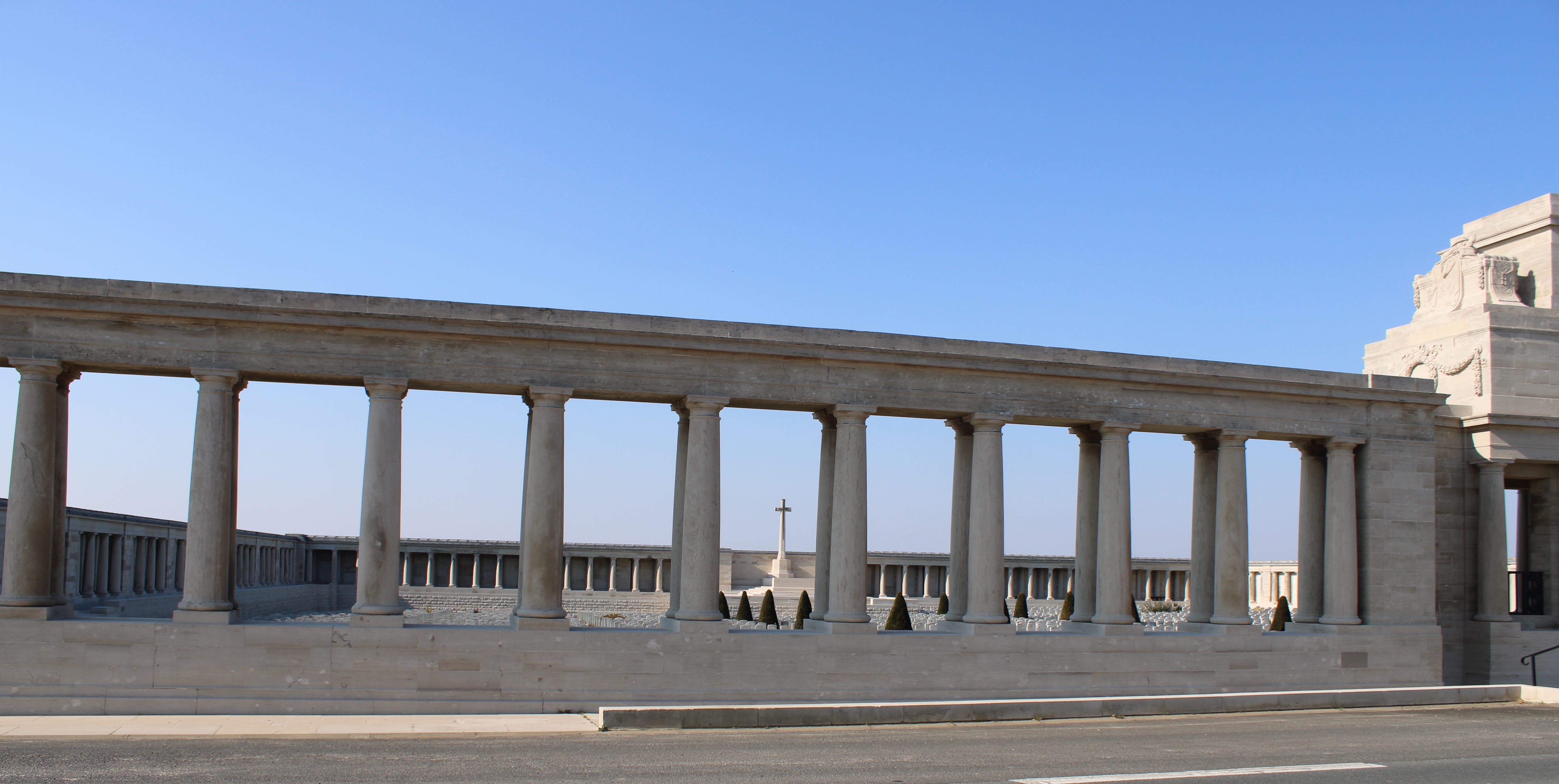
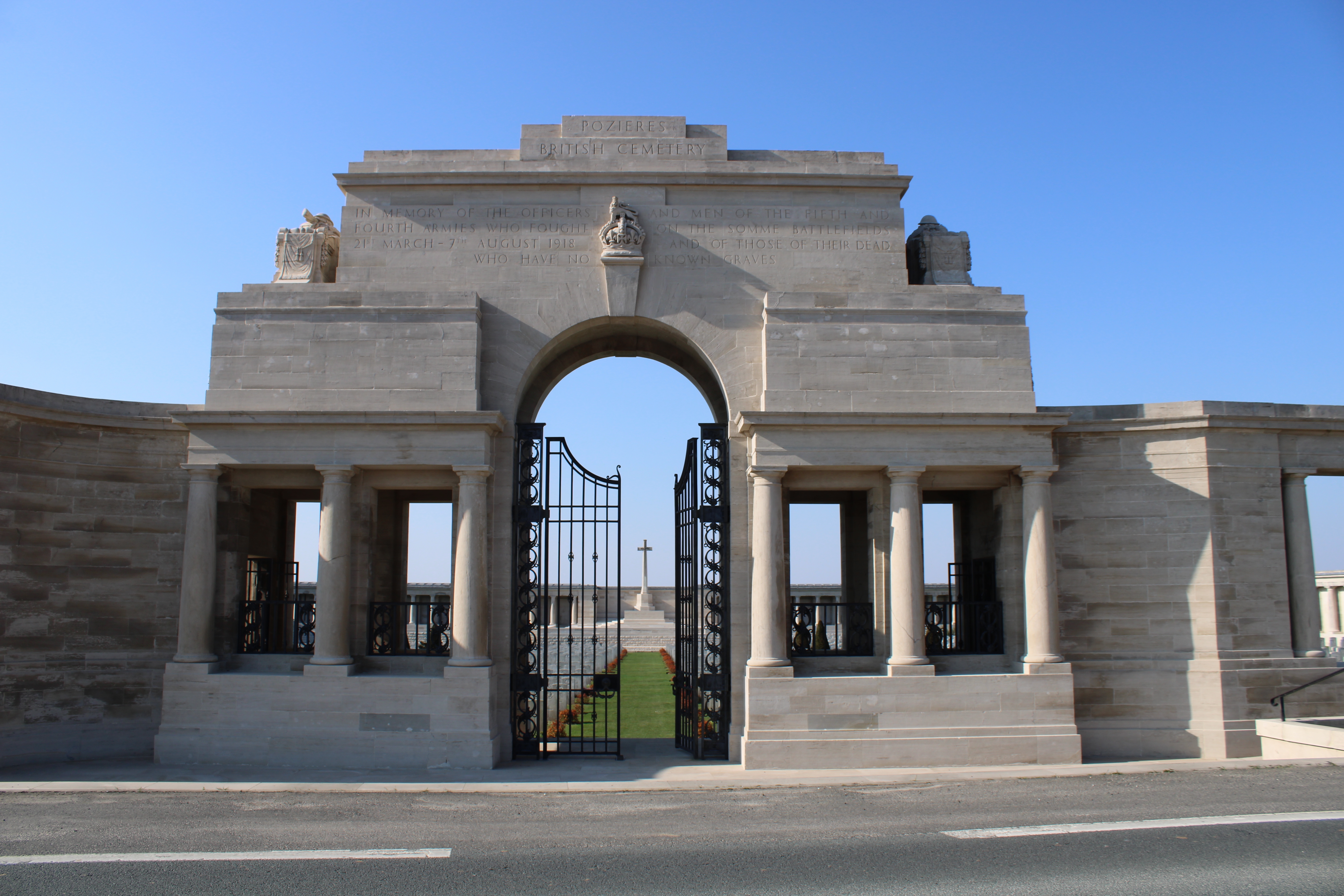
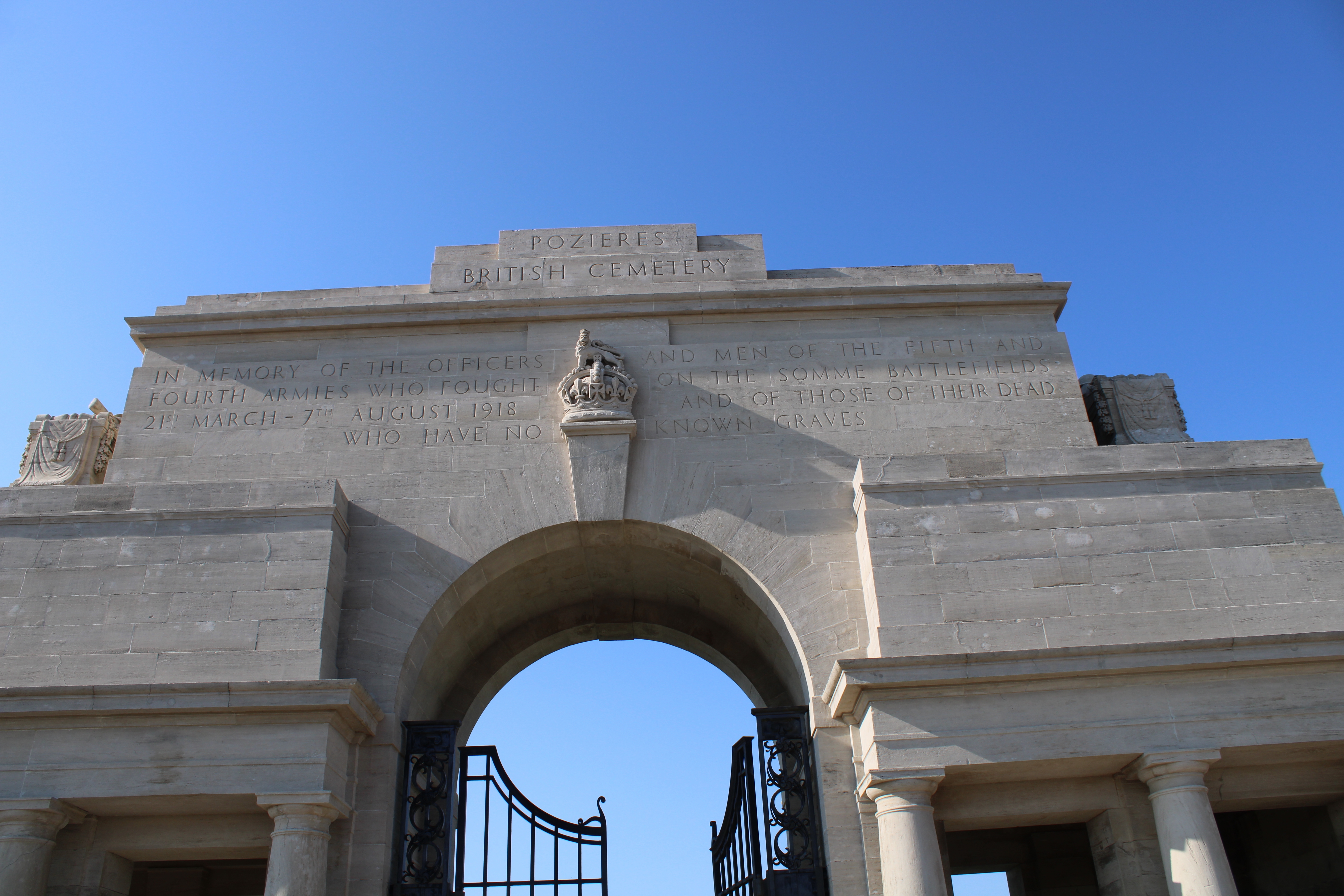
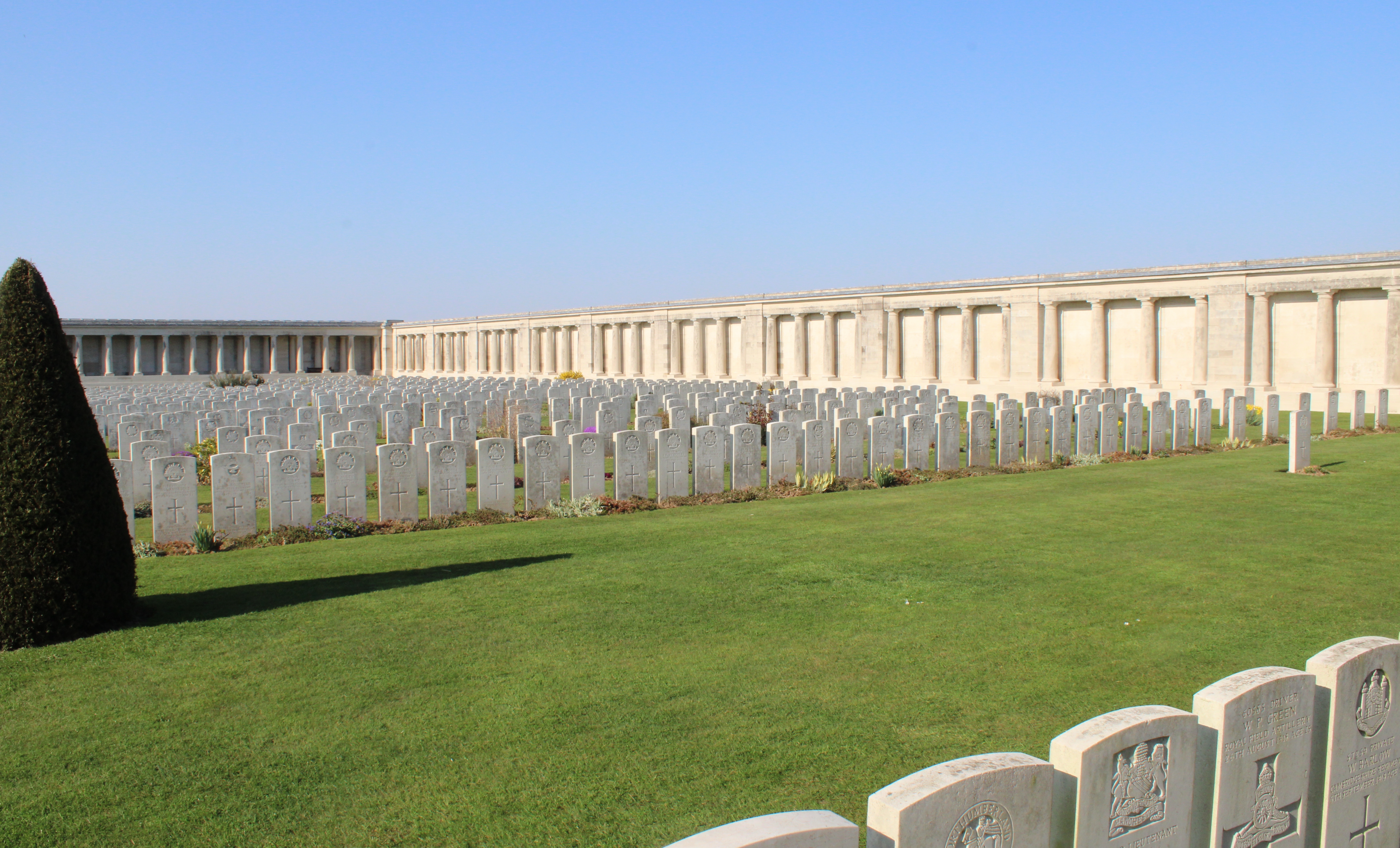
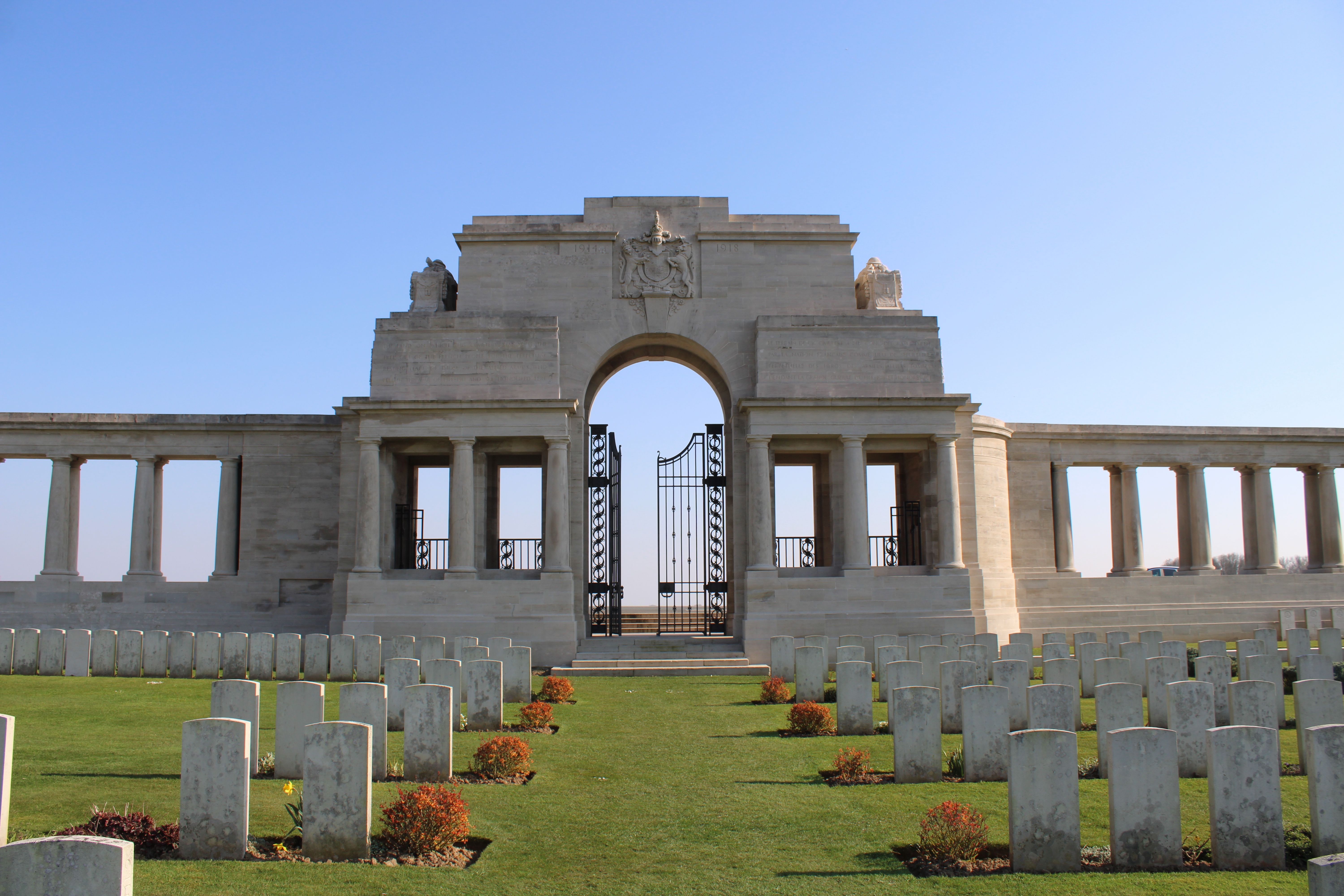
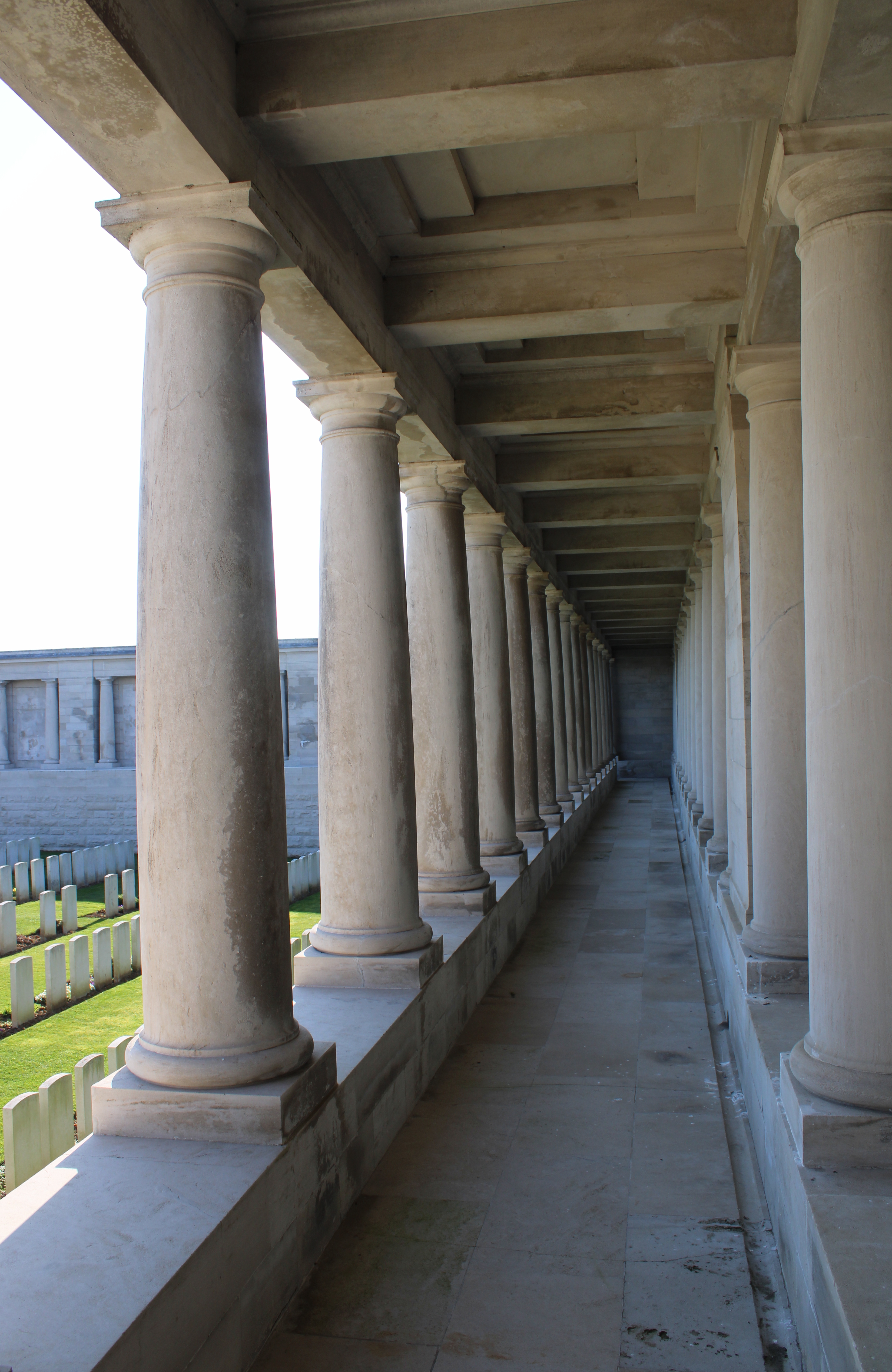
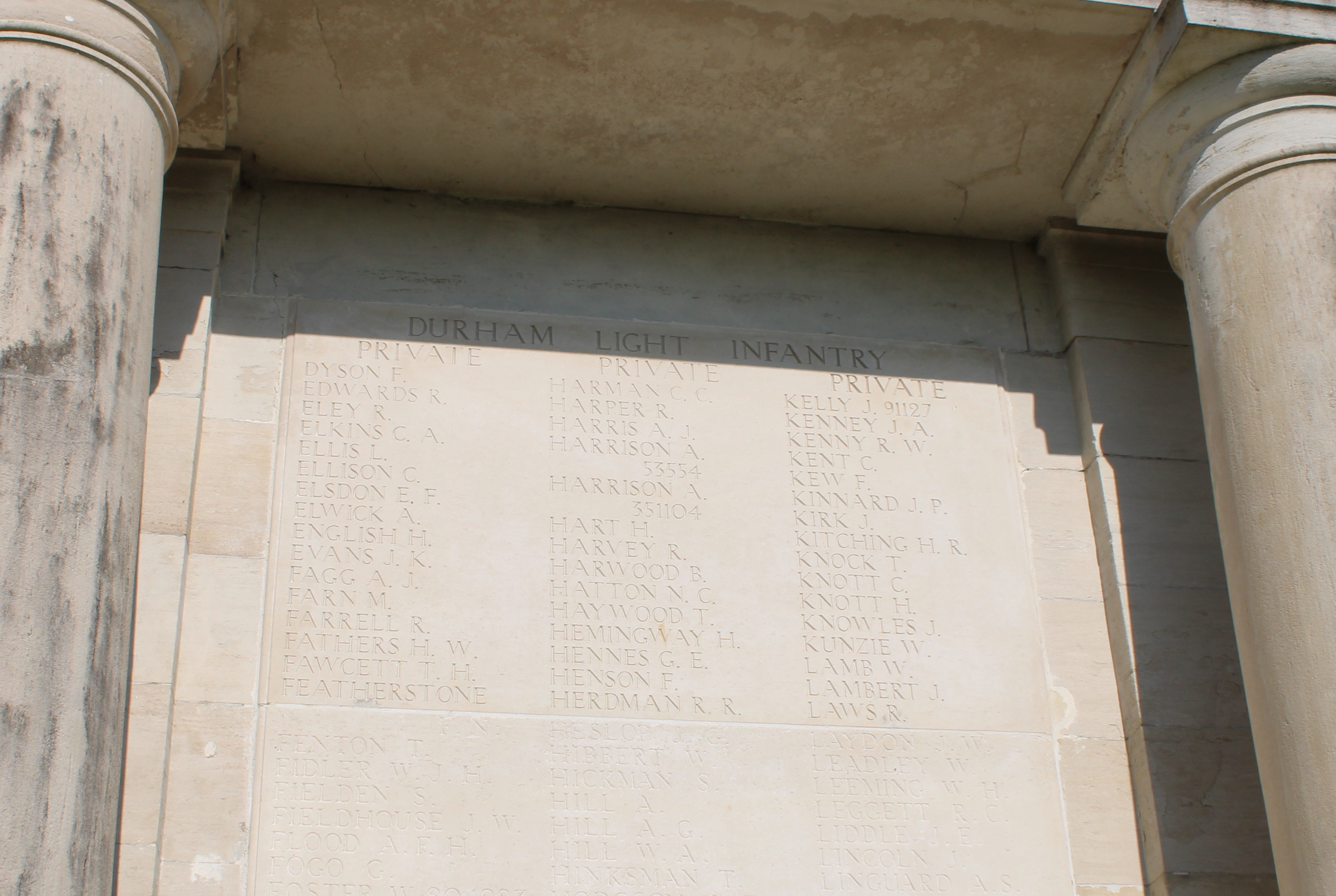